# Baltisch voetbalkampioenschap 1929/30
In 1929/30 werd het achttiende voetbalkampioenschap gespeeld dat georganiseerd werd door de Baltische voetbalbond. De drie regionale kampioenen kwalificeerden zich. De drie vicekampioenen bekampten elkaar eerst voor een vierde ticket in de groepsfase van de eindronde. VfB Königsberg werd kampioen en plaatste zich voor de eindronde om de Duitse landstitel waar de club in de eerste ronde verloor van Dresdner SC met 8-1. Titania Stettin mocht als vicekampioen ook aantreden en verloor in de eerste ronde van SpVgg Sülz 07.

## Deelnemers aan de eindronde
| Club                    | Gekwalificeerd als            |
| ----------------------- | ----------------------------- |
| SV Schutzpolizei Danzig | Kampioen van Grensmark        |
| VfB Königsberg          | Kampioen van Oost-Pruisen     |
| Stettiner FC Titania    | Kampioen van Pommeren         |
| Viktoria Stolp          | Vicekampioen van Grensmark    |
| SpVgg Memel             | Vicekampioen van Oost-Pruisen |
| VfB Stettin             | Vicekampioen van Pommeren     |

## Kwalificatie
Voorronde
|                 |             |       |                   |         |
| 2 februari 1930 | VfB Stettin | 7 - 1 | SV Viktoria Stolp | Stettin |
| 2 februari 1930 |             |       |                   | Stettin |

SpVgg Memel had een bye. 
Finale
|                  |             |       |             |            |
| 16 februari 1930 | SpVgg Memel | 1 - 2 | VfB Stettin | Königsberg |
| 16 februari 1930 |             |       |             | Königsberg |

## Eindronde
| Plaats | Club                 | Wed. | W | G | V | Saldo | Ptn. |
| ------ | -------------------- | ---- | - | - | - | ----- | ---- |
| 1.     | VfB Königsberg       | 6    | 5 | 0 | 1 | 20:5  | 10:2 |
| 2.     | VfB Stettin          | 6    | 3 | 0 | 3 | 19:13 | 6:6  |
| 3.     | Stettiner FC Titania | 6    | 3 | 0 | 3 | 11:13 | 6:6  |
| 4.     | Schutzpolizei Danzig | 6    | 1 | 0 | 5 | 6:25  | 2:10 |

|  | Kampioen               |
|  | Play-off tweede plaats |

## Wedstrijd om tweede plaats
|               |                      |       |             |         |
| 27 april 1930 | Stettiner FC Titania | 4 - 0 | VfB Stettin | Stettin |
| 27 april 1930 |                      |       |             | Stettin |